# Marco Rossi (treinador de futebol)

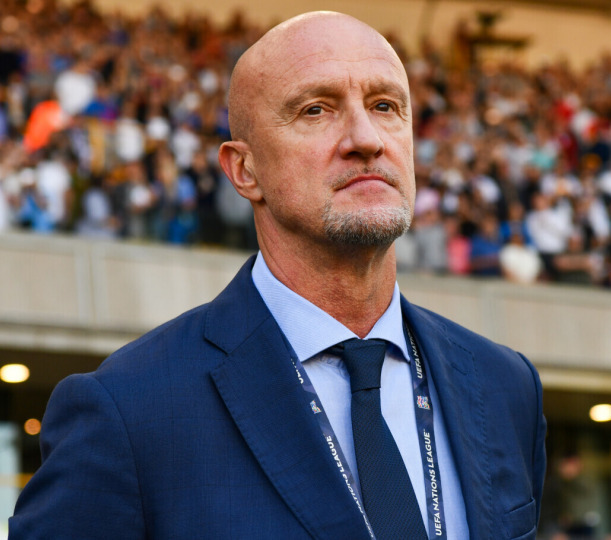
Marco Rossi em 2022

Marco Rossi (nascido em 9 de setembro de 1964) é um treinador de futebol italiano e ex-jogador, que atualmente é o treinador da seleção húngara de futebol .

## Técnico

### Budapest Honvéd
Em 28 de abril de 2014, Rossi renunciou ao cargo de treinador do Budapesti Honvéd FC .
Depois de vencer a temporada 2016–17 do Nemzeti Bajnokság I com o Budapest Honvéd FC, Rossi renunciou ao cargo de técnico do Honvéd dizendo que "você tem que terminar quando está no topo".
Rossi foi escolhido o melhor técnico da temporada 2016–17 do Nemzeti Bajnokság I.

### Dunajská Streda
Em 11 de junho de 2017, Rossi renunciou e foi nomeado treinador do Dunajská Streda, clube da Primeira Liga da Eslováquia.

### Seleção húngara de futebol
No dia 19 de junho de 2018, Rossi foi anunciado como o novo técnico da seleção nacional. Ele substituiu Georges Leekens . Um dia antes do jogo decisivo do play-off das eliminatórias da Euro 2020 contra a Islândia, Rossi foi testado positivo para COVID-19 . Em 12 de novembro de 2020, a Hungria qualificou-se para o UEFA Euro 2020 .

## Curiosidades
Ele é o jogador mais forte no videogame FIFA 97, com uma classificação de jogador de 97. Estranhamente, no jogo Rossi entrou para o time italiano Sampdoria, que saiu em 1995 .

### Jogador
- Coppa Italia : 1993–94
- Vice-campeão da Supercoppa Italiana : 1994

### Gerente
- Nemzeti Bajnokság I : 2016–17